# Asilus
Asilus là một chi ruồi trong họ Asilidae..

## Các loài
Phân loại Fauna Europaea: 
- Asilus barbarus
- Asilus crabroniformis

Phân loài ITIS
- Asilus amphinome Walker, 1849
- Asilus sericeus Say, 1823
- Asilus willistoni Hine, 1909